# Dispositio (Diplomatik)
Die Dispositio (von lat. disponere = verfügen, anordnen) ist der Teil des mittelalterlichen Urkundenformulars, in dem der eigentliche Rechtsinhalt formuliert wird und der sich nur in beschränktem Maße für vorgefertigte, standardisierte Formulierungen eignet. Neben den personenbezogenen Informationen wie Daten über Aktivität und Aufenthaltsorte, die vorwiegend aus anderen Urkundenteilen (Inscriptio, Narratio, Subscriptio) gewonnen werden, sind die Aussagen der Dispositio Kernbestand für die historische Interpretation eines Dokuments. In besonderem Maße dient sie der Rekonstruktion der Besitzgeschichte, eröffnet Einblicke in ökonomische und soziale Strukturen und in das oft komplexe Geflecht von Rechten und Freiheiten des Urkundenempfängers.
In Mandaten stehen Angaben zum Sachverhalt häufig in der vorangehenden Narratio, der Schilderung des Sachverhalts, und die Dispositio, in der Regel mit mandamus (wir befehlen) oder gleichwertigen Verben eingeleitet, beschränkt sich auf den Auftrag, bestimmte Maßnahmen durchzuführen, etwa die Wiedereinsetzung in entfremdeten Besitz oder das Erbringen von Leistungen.